# François-Charles Collin
Pour les articles homonymes, voir Collin.
François-Charles Collin, né le 18 juin 1790 à Hives (Luxembourg) et mort le 2 mars 1851 à Luxembourg (Luxembourg), est un géomètre et homme politique luxembourgeois.

## Biographie
Né le 18 juin 1790 dans l'ancienne commune de Hives, François-Charles Collin est géomètre en chef. 
Lors des élections législatives d'avril 1848, il est élu dans le canton de Luxembourg et devient membre de l'Assemblée constituante chargée de réécrire la Constitution,. Il ne se présente pas aux législatives qui ont lieu en septembre de la même année. En janvier 1849, il se porte candidat pour entrer au conseil communal de la ville de Luxembourg sans succès puisque c'est le candidat libéral et l'ancien gouverneur du Grand-Duché, Gaspard-Théodore-Ignace de La Fontaine qui est élu à l'unanimité. 
Il meurt à Luxembourg le 2 mars 1851,.